# Mempelaspis serpentina
Mempelaspis serpentina är en insektsart som beskrevs av Sadao Takagi 2000. Mempelaspis serpentina ingår i släktet Mempelaspis och familjen pansarsköldlöss. Inga underarter finns listade i Catalogue of Life.